# Maison de la Pêche
La maison de la Pêche est un musée situé sur la commune de La Turballe, dans le département français de la Loire-Atlantique.

## Présentation
Le musée est créé en 1986 à l'initiative des représentants de la pêche de la commune. Il est implanté sur la terrasse de la criée.
Il présente l'histoire du port de La Turballe, les anciennes conserveries de poisson, l'évolution de la pêche à travers les techniques pratiquées par les marins. Exposition d'outils, de photos, de documents et de maquettes.
Il est géré depuis 1995 par l'association Au Gré des Vents, .